# Beach Spikers
Beach Spikers (Beach Spikers: Virtua Beach Volleyball sur GameCube) est un jeu vidéo de Beach volley. Il a été développé par Sega-AM2 et édité par Sega. Il est d'abord sorti sur borne d'arcade en 2001 avant d'être adapté sur GameCube en 2002.

## Accueil
- Jeux vidéo Magazine : 14/20[1]